# كلاوس توبفر
كلاوس توبفر (بالألمانية: Klaus Töpfer)‏ (مواليد 29 تموز 1938 في فالدينبورغ، سيليزيا) سياسي ألماني في حزب (الاتحاد الديمقراطي المسيحي) وخبير في سياسة البيئية. من 1998 إلى 2006 كان المدير التنفيذي لبرنامج الأمم المتحدة للبيئة (UNEP).
درس توبفر الاقتصاد في ماينتس، فرانكفورت ومونستر. في عام 1968 حصل على الدكتوراه من جامعة مونستر. بعد عمله كمسؤول حكومي، أستاذ ومستشار في سياسة التنمية أصبح وزيرا للبيئة والصحة في حكومة إقليم راينلاند بالاتينات في عام 1985. وفي عام 1987 أصبح توبفر الوزير الاتحادي للبيئة، حماية الطبيعة والنووية السلامة تحت إدارة المستشار هلموت كول. من 1994 إلى 1998 شغل منصب الوزير الاتحادي للتخطيط الإقليمي، الهندسة المدنية والتنمية الحضرية. وكان عضوا في البوندستاغ من 1990 إلى 1998 وعضو اللجنة التوجيهية لحزب الاتحاد الديمقراطي المسيحي من 1992 إلى 1998.
في عام 1998 عين توبفر في الأمانة العامة للأمم المتحدة، مديرا عاما لمكتب الأمم المتحدة في نيروبي والمدير التنفيذي لبرنامج الأمم المتحدة للبيئة. في تموز 2006 كان قد خلفه في هذا المنصب أكيم شتاينر. كمدير للبرنامج كان له دور رئيسي في القياس ومحاولة معالجة التكاليف البيئية من كارثة تسونامي الآسيوية 2004.
في عام 2009 عين توبفر المدير المؤسس لمعهد دراسات الاستدامة المتقدمة (المعايير الدولية للمحاسبة) الذي يقوم بالبحث بين مشاكل المناخ والاقتصاد المستدامة. يقع هذا المعهد في بوتسدام، ألمانيا. يتم توفير التمويل للمعاهد من قبل الحكومة الاتحادية في ألمانيا الوزارة الاتحادية للتعليم والبحوث.
اختير عضوًا في المجلس الاستشاري للمؤسسة الألمانية لسكان العالم وفي مجلس إدارة مؤسسة هولسيم للانشاءات المستدامة. ترددت شائعات سابقا حول توبفر كخليفة محتمل لرئاسة ألمانيا بعد استقالة كريستيان وولف.
تولى عام 2013 رئاسة  مشروع «تحويل نظام الطاقة كمحرك للابتكارات الديمقراطية». جنبا إلى جنب مع كلوز ليغيفي وباتريسيا ناتس (كلاهما معاهد للدراسات المتقدمة في العلوم الإنسانية إيسن، ألمانيا).

## روابط خارجية
- كلاوس توبفر على موقع مونزينجر (الألمانية)